# Nationaal park Kutai
Nationaal park Kutai is een nationaal park in Indonesië. Het ligt in de provincie Oost-Kalimantan op het eiland Borneo, nabij de stad Samarinda.